# Denychiwka
Denychiwka (ukrainisch Денихівка; russisch Дениховка Denichowka, polnisch Denhofówka, Denichówka) ist ein Dorf im Südwesten der ukrainischen Oblast Kiew mit etwa 1500 Einwohnern (2023).

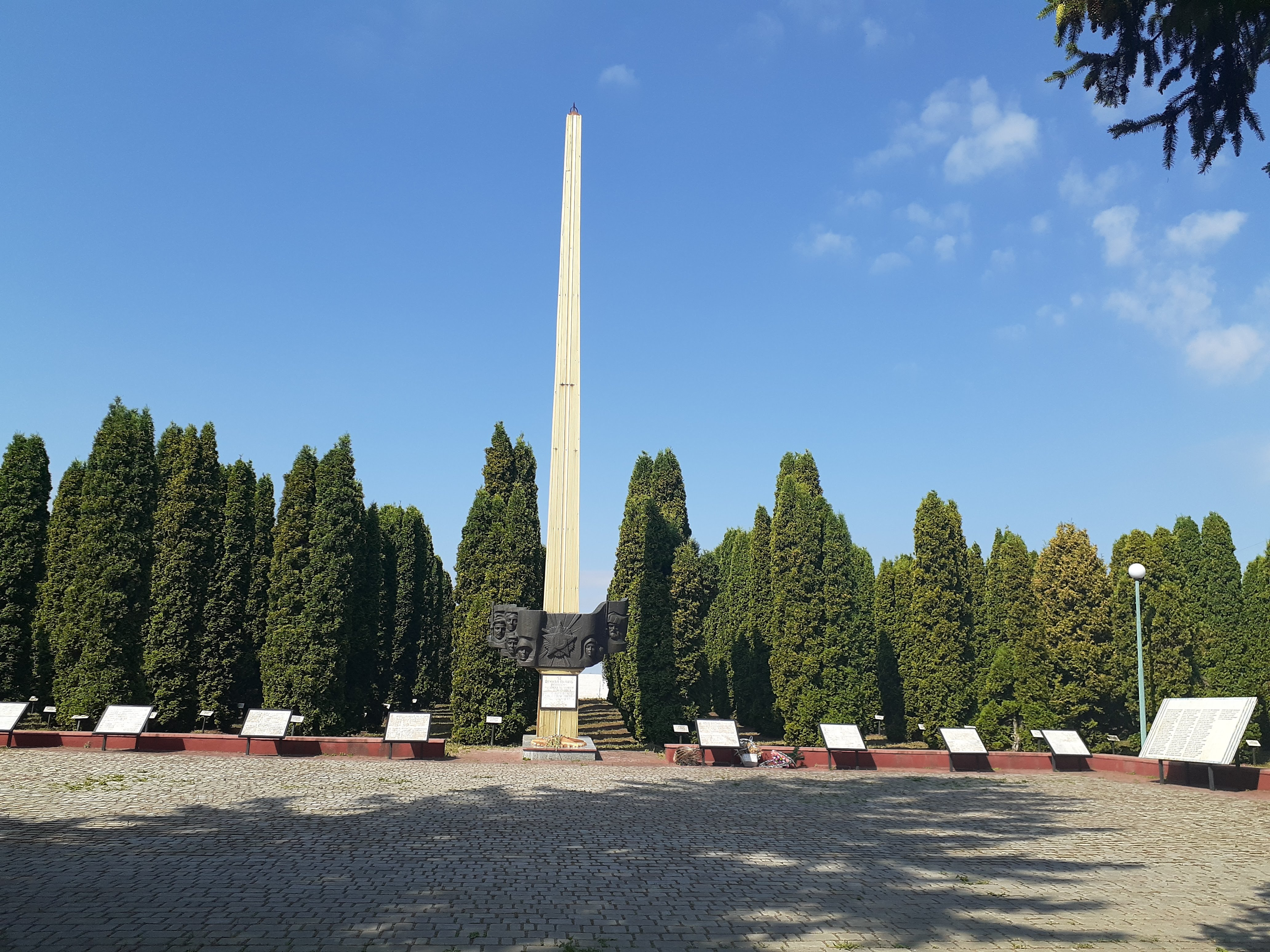
Kriegerdenkmal in Denychiwka

Die Ortschaft liegt auf einer Höhe von 213 m an der Quelle der Dubrawka (ukrainisch Дубравка), einem 15 km langen, rechten Nebenfluss der Roska (ukrainisch Роська; Dnepr-Becken), etwa 14 km südöstlich vom ehemaligen Rajonzentrum Tetijiw und etwa 150 km südlich vom Oblastzentrum Kiew. 
6 km nördlich vom Dorf verläuft die Territorialstraße T–10–14.
Am 12. Juni 2020 wurde das Dorf ein Teil der neugegründeten Stadtgemeinde Tetijiw, bis dahin bildete es die gleichnamige Landratsgemeinde Denychiwka (Денихівська сільська рада/Denychiwska silska rada) im Südosten des Rajons Tetijiw.
Am 17. Juli 2020 kam es im Zuge einer großen Rajonsreform zum Anschluss des Rajonsgebietes an den Rajon Bila Zerkwa.

## Söhne und Töchter der Ortschaft
- Kazimierz Dunin-Markiewicz (1874–1932), polnischer Porträt-, Genre- und Landschaftsmaler, Theaterregisseur und Dramatiker